# روبرتو فارياس
روبرتو فارياس (بالإسبانية: Roberto Farías)‏ هو ممثل تشيلي، ولد في 31 مايو 1969 بسانتياغو في تشيلي.

## وصلات خارجية
- روبرتو فارياس على موقع IMDb (الإنجليزية)
- روبرتو فارياس على موقع قاعدة بيانات الأفلام العربية
- روبرتو فارياس على موقع ألو سيني (الفرنسية)
- روبرتو فارياس على موقع أول موفي (الإنجليزية)
- روبرتو فارياس على موقع قاعدة بيانات الأفلام السويدية (السويدية)
- روبرتو فارياس على موقع قاعدة بيانات الفيلم (الإنجليزية)
- روبرتو فارياس على موقع كينوبويسك (الروسية)